# Une étude en vert
Une étude en vert (titre original : A Study in Emerald) est une nouvelle de Neil Gaiman parue pour la première fois en 2003 dans l'anthologie Shadows Over Baker Street puis traduite en français par Michel Pagel et publiée dans le recueil de nouvelles Des choses fragiles en 2009. Cette nouvelle est un pastiche de Sherlock Holmes transféré dans l'univers du mythe de Cthulhu de l'écrivain d'horreur H. P. Lovecraft. Son titre fait référence au roman de Sherlock Holmes Une étude en rouge. Elle a remporté le prix Hugo de la meilleure nouvelle courte 2004 ainsi que le prix Locus de la meilleure nouvelle longue 2004.
Dans l'introduction du recueil Des choses fragiles, Neil Gaiman cite comme influences majeures de la nouvelle Une étude en vert le principe Wold Newton de Philip José Farmer, la série Anno Dracula de Kim Newman (qu'il a aidée à créer) et La Ligue des gentlemen extraordinaires d'Alan Moore.

## Résumé
Le narrateur anonyme, tireur d'élite vétéran d'une guerre sanglante en Afghanistan, dont le bras a été gravement blessé par la torture, cherche un logement à son retour en Angleterre ; il devient le colocataire d'un homme aux talents déductifs extraordinaires qui les utilise dans son activité de « détective conseil ». Peu après leur emménagement à Baker Street à Londres, l'inspecteur Lestrade de Scotland Yard arrive à leur logement dans l'espoir d'engager le colocataire du narrateur pour résoudre une question d'importance nationale. Le colocataire insiste pour amener le narrateur ; ils enquêtent sur la scène du meurtre et le détective en déduit correctement que la victime est de sang royal allemand, ayant un nombre inhumain de membres. L'inspecteur Lestrade confirme son identité : le prince Albert, invité et neveu de la reine. Ils s'interrogent sur le mot « Rache » griffonné sur le mur avec le sang de la victime. Après avoir quitté les lieux, ils sont emmenés au Palais royal. La reine, l'un des Grands Anciens qui a vaincu l'humanité il y a sept cent ans et qui dirige maintenant le monde, les consulte à propos de l'affaire. En guise de paiement pour ses services, la reine guérit l'épaule flétrie du vétéran d'un simple toucher.
L'enquête emmène le détective et le vétéran à un spectacle de music-hall, mettant en vedette un acteur renommé appelé Sherry Vernet qui joue dans trois productions, dont un récit historique illustrant la guerre entre l'humanité et les Grands Anciens. Se faisant passer pour un agent théâtral proposant d'emmener le spectacle dans le Nouveau Monde, le détective rencontre Sherry Vernet et détermine rapidement que lui et un autre, un homme boiteux et habile avec du matériel chirurgical, étaient présents dans la pièce où le prince Albert est mort. Acceptant de rencontrer le détective dans ses appartements, Sherry Vernet ne se doute apparemment de rien ; le détective convoque rapidement l'inspecteur Lestrade, dans l'intention de faire arrêter Sherry Vernet. Il révèle ce qu'il en a déduit : que Sherry Vernet est un « restaurationniste », un anarchiste qui croit que les Grands Anciens ne sont pas les dirigeants bienveillants qu'ils prétendent être, mais des monstres vicieux et destructeurs d'âme dont l'humanité doit être libérée. Sherry Vernet a attiré le prince Albert puis son complice a commis le meurtre proprement dit.
Mais lorsque le détective et ses alliés tentent de déjouer leur piège, ils constatent que leur proie leur a échappé, ne laissant derrière eux qu'une lettre confirmant les soupçons du détective. Sherry Vernet possède également des capacités déductives considérables et il a déduit que le détective n'était pas celui qu'il prétendait être. Sherry Vernet révèle qu'il avait brièvement correspondu avec le détective par le passé, se faisant alors passer pour un homme nommé Sigerson, propose des suggestions pour de futurs travaux d'infiltration et complimente le détective à propos de plusieurs articles précédemment publiés, dont un concernant « la Dynamique de l'Astéroïde (en) ». Sherry Vernet, qui utilise également le pseudonyme « Rache », détaille également les horreurs commises par les Grands Anciens dont il a été témoin, s'en servant comme justification du crime du prince Albert. Alors que l'inspecteur Lestrade se précipite à la recherche de Sherry Vernet et de son complice boiteux (provisoirement identifié comme un ancien chirurgien militaire nommé John (ou peut-être James) Watson), le détective admet qu'il est peu probable que Sherry Vernet ait quitté la ville, s'étant probablement caché dans les profondeurs anarchiques de la rookery de St. Giles jusqu'à ce que leur recherche soit abandonnée. Il demande au vétéran de brûler la lettre de Sherry Vernet, la rejetant comme « une ânerie séditieuse ». L'ancien combattant ne le fait pas, ajoutant à la place une copie de la lettre et un compte rendu de l'enquête à son coffre-fort bancaire, à ne pas ouvrir tant que toutes les personnes impliquées dans l'affaire ne sont pas mortes. Il suppose qu'en raison d'événements actuels non divulgués en Russie, ce sera probablement un événement imminent.
La nouvelle est signée « S… M… Major (Retraité) ».

## Personnages
- Le personnage du détective a écrit un article concernant « la Dynamique de l'Astéroïde (en) ». Dans La Vallée de la peur d'Arthur Conan Doyle, le professeur Moriarty est l'auteur de cet article[1].
- Les initiales de l'auteur anonyme de la nouvelle, S. M., ainsi que le fait qu'il soit un tireur d'élite retraité après une participation à une guerre en Afghanistan et qu'il soit présenté à Sherry Vernet sous le nom de M. Sebastian, laisse penser qu'il s'agit du colonel Sebastian Moran, associé du professeur Moriarty. Dans La Maison vide d'Arthur Conan Doyle, le colonel Sebastian Moran est décrit comme un tireur d'élite expert[2].
- Sherry Vernet révèle avoir utilisé par le passé le pseudonyme « Sigerson ». Dans La Maison vide d'Arthur Conan Doyle, Sherlock Holmes explique avoir pris à un moment donné l'identité d'un explorateur norvégien du nom de Sigerson[2].
- Le complice de Sherry Vernet, décrit comme le médecin boiteux, est finalement identifié comme un ex-chirurgien militaire du nom de John (ou peut-être James) Watson. Dans les œuvres d'Arthur Conan Doyle relatives à Sherlock Holmes, John Watson ou James Watson selon les romans, docteur en médecine puis médecin militaire, est le meilleur ami du détective Sherlock Holmes.

## Accueil et distinction
Une étude en vert a remporté le prix Hugo de la meilleure nouvelle courte 2004 ainsi que le prix Locus de la meilleure nouvelle longue 2004.

## Adaptation
En juin 2018, Dark Horse Comics a publié une adaptation en roman graphique de la nouvelle Une étude en vert intitulée Une étude en émeraude, scénarisée par Rafael Scavone et Rafael Albuquerque, dessinée par Rafael Albuquerque et colorisée par Dave Stewart.